# Shelly Martinez
Shelly Leonor Martinez (* 9. února 1980) je mexicko-americká modelka, herečka, profesionální wrestlerka a manažerka. Nejvíce známá je pro svou práci s World Wrestling Entertaiment (WWE) kde působila v rosteru ECW pod jménem Ariel a s Total Nonstop Action (TNA) pod jménem Salinas.
Její wrestlingový debut nastal v prosinci 2000. Pracovala hlavně na nezávislém okruhu v Jižní Kalifornii pod jménem Desire . V červenci 2002 se spojila s Threat a vyhrály EWF Tag Team Championship. V dubnu 2005 podepsala smlouvu s WWE a byla přidělena do jejich vývojového střediska, Ohio Valley Wrestling (OVW). Zde používala jméno Shelly a dělala manažerku několika wrestlerům včetně Aaron Stevens, Paul Burchill a Seth Skyfire. Později, v polovině roku 2006, byla přesunuta do ECW s gimmickem vykladačky karet. Dělala manažerku Kevinovi Thornovi a začala používat jméno Ariel. V polovině roku 2007 byla z WWE propuštěna. Ještě ten samý rok podepsala smlouvu s TNA a začala být známa se jménem Salinas. TNA opustila v září 2008.
Mimo wrestlingu se Shelly věnuje modelingu a herectví. Byla soutěžící v reality show "Hledání další Elviry" a také se objevila v několika filmech. Hrála v "The Notorious Jewel De'Nyle & Shelly Martinez", mírně pornografickém videu po boku Jewel De'Nyle.

## Osobní život
Je zastánkyní lékařské marihuany a aktivistkou za práva zvířat. Umí mluvit plynule španělsky a anglicky.

## Ve Wrestlingu
Zakončovací chvaty
- The Shelly-shock (Sitout facebuster)

Další chvaty
- 666 Forearm (Multiple forearms)
- Casadora Bulldog (Wheelbarrow bulldog)
- Tornado DDT

Jako manažerka
- Aaron Stevens
- Paul Burchill
- Seth Skyfire
- Kevin Thorn
- The New Breed (Kevin Thorn, Elijah Burke, Marcus Cor Von a Matt Striker)
- The Latin American Xchange